# POP'N SOUL 20〜The Very Best of NONA REEVES
『POP'N SOUL 20〜The Very Best of NONA REEVES』（ポップン ソウル トゥエンティ ザ ヴェリー ベスト オブ ノーナ・リーヴス）は日本のバンド・ノーナ・リーヴスのベスト・アルバム。2017年3月8日にWARNER MUSIC JAPANより発売された。

## 概要
前作『BLACKBERRY JAM』以来約1年ぶり、ベスト・アルバムとしては『COLUMBIA & TOKUMA YEARS / THE BEST OF NONA REEVES 2002-2009』以来5年1ヶ月ぶりのアルバム。また、かつて所属していたレコード会社・ワーナーミュージックへ約16年振りに復帰した作品でもある。
1997年の『GOLF EP』によるメジャー・デビューから20周年を記念して発売された本作は、自身のワーナー期、日本コロムビア期、徳間ジャパンコミュニケーションズ期からの楽曲に加え、新規に録音された2曲も収録されている。
西寺は本作について「ここ数年は、マイケル、プリンスや、藤井隆さん、プロデューサーとして参加したNegiccoやV6などの話にプラスアルファでNONA REEVESの話をすることが多かったんです。今回は全面的にNONA REEVESとしての活動なので反響は大きかったです。あと、ニューアルバムのタイミングだと、どうしてもそのアルバムの話になるじゃないですか。だけど、今回はベスト盤、しかも20周年記念ベストなので……。20年っていうのは、世の中的にもいろいろ振り返りやすいのかも。」「しかも、最初にメジャー契約をしたワーナーミュージックに戻ってきたタイミングで、こういうベストを出すっていう。そういう意味で、僕らのやってきたこと／やっていることが、かなりわかりやすくなったんじゃないかと。〈中略〉「これまでの曲が200曲ぐらいあるのでどうぞ！」ではなく、今の人たちに焦点を合わせて、「ここからだったら2017年のノーナに入りやすいですよ」と提示することは、すごく意味のあることだなって。」と語っている。
初回限定盤・通常盤の2タイプでのリリース。初回限定盤は紙ジャケット仕様となっている。また、ディスクレーベルの塗装が初回限定盤・通常盤で異なる。

## 収録内容
| #         | タイトル                                          | 作詞                 | 作曲                           | 時間  |
| --------- | ------------------------------------------------- | -------------------- | ------------------------------ | ----- |
| 1.        | 「O-V-E-R-H-E-A-T」                               | 西寺郷太             | 西寺郷太・奥田健介             | 3:56  |
| 2.        | 「LOVE TOGETHER」                                 | 西寺郷太             | 西寺郷太                       | 4:50  |
| 3.        | 「パーティは何処に?」                             | 西寺郷太             | 西寺郷太                       | 4:52  |
| 4.        | 「BAD GIRL」                                      | 西寺郷太             | 西寺郷太                       | 5:35  |
| 5.        | 「ラヴ・アライヴ」(feat. 宇多丸)                  | 西寺郷太・佐々木士郎 | 西寺郷太・奥田健介             | 6:15  |
| 6.        | 「HIPPOPOTAMUS」                                  | 西寺郷太             | 西寺郷太                       | 4:25  |
| 7.        | 「透明ガール」                                    | いしわたり淳治       | 西寺郷太                       | 4:33  |
| 8.        | 「重ねた唇」                                      | 西寺郷太             | 西寺郷太                       | 5:02  |
| 9.        | 「I LOVE YOUR SOUL」                              | 西寺郷太             | 西寺郷太                       | 4:46  |
| 10.       | 「NEW SOUL」(2017 MIX)                            | 西寺郷太             | 西寺郷太・奥田健介             | 4:39  |
| 11.       | 「DJ! DJ! ～とどかぬ想い～」(feat. YOU THE ROCK★) | 西寺郷太・竹前裕     | 西寺郷太・奥田健介・小松茂     | 4:15  |
| 12.       | 「STOP ME」                                       | 西寺郷太             | 西寺郷太・奥田健介             | 4:16  |
| 13.       | 「DAYDREAM PARK」                                 | 西寺郷太             | 西寺郷太・奥田健介・小松シゲル | 6:52  |
| 14.       | 「Hey, Everybody!」                               | 西寺郷太             | 西寺郷太                       | 3:34  |
| 15.       | 「WARNER MUSIC」                                  | 西寺郷太             | 西寺郷太                       | 3:28  |
| 16.       | 「ENJOYEE! (YOUR LIFETIME) 2017」                 | 西寺郷太             | 西寺郷太                       | 4:56  |
| 合計時間: | 合計時間:                                         | 合計時間:            | 合計時間:                      | 76:14 |

### 解説
1. O-V-E-R-H-E-A-T
  - 新曲。
  - 奥田が先にミドルテンポのファンキーな曲を作っており、西寺が「O-V-E-R-H-E-A-T」のメインになる部分を作っていたが、それを奥田に渡したら2つが合体したと言い、西寺曰く、リフレインの郷太とめくるめくコード進行の奥田のような、2人の個性が合体してうまくいった曲とのこと[1]。
  - 後にメジャー13thアルバム『MISSION』にも収録された。
2. LOVE TOGETHER
  - 6thシングル。
3. パーティは何処に?
  - メジャー3rdアルバム『DESTINY』収録曲。
4. BAD GIRL
  - 4thシングル。
5. ラヴ・アライヴ feat. 宇多丸
  - 14thシングル。
6. HIPPOPOTAMUS
  - メジャー4thアルバム『NONA REEVES』収録曲。
7. 透明ガール
  - 13thシングル。
8. 重ねた唇
  - メジャー6thアルバム『THE SPHYNX』収録曲。
9. I LOVE YOUR SOUL
  - 9thシングル。
10. NEW SOUL -2017 MIX-
  - 12thシングル。
  - 2017年に再ミックスされた音源で収録。
11. DJ! DJ! 〜とどかぬ想い〜 feat. YOU THE ROCK★
  - 7thシングル。
12. STOP ME
  - 5thシングル。
13. DAYDREAM PARK
  - メジャー8thアルバム『DAYDREAM PARK』収録曲。
14. Hey, Everybody!
  - メジャー9thアルバム『GO』収録曲及び配信シングル。
15. WARNER MUSIC
  - 2ndシングル。
16. ENJOYEE! (YOUR LIFETIME) 2017
  - 10thシングル。
  - 新録バージョンで収録。西寺曰く、当時はこれは未来がある曲で、今は答えが見えてないと思っていたが、今回のベストアルバムのミーティングのときに「『ENJOYEE!』をやり直したい」というアイデアがパッと出てきたと語っており、続けて「当時の『ENJOYEE!』では、もっと自分の陣地を広げたいと思ってて、でもまだ俺も含めて全員そこまで行けてない状態だった。だからあの頃は「ヘンな曲だ」って言われたんだけど、今聴くとそこまでヘンじゃないからね。今の若いバンドはこういう歌謡感みたいなのを上手に取り入れてるグループが多いと思うし、そんな今だからこそ、この形で『ENJOYEE!』をやり直せたのはうれしかったですね。」と語った[1]。